# S/Y Daphne
S/Y Daphne var en finländsk ketch, som byggdes 1935 av Åbo Båtvarf på Runsala i Åbo. Hon ritades av Jarl Lindblom som långfärdsbåt för läkaren Oskar Mustelins familj. Mustelin ägde Daphne bara en kort tid och sålde henne redan 1937 till direktör Uno Tennberg från Ekenäs. Tennberg lät rigga om Daphne från gaffelskonare till ketch, vilket gjorde henne lättare att hantera. Daphnes nästa ägare blev sjöhistorikern och professorn Christoffer H. Ericsson från Helsingfors.
År 1947 köpte Göran och Mona Schildt S/Y Daphne. Göran Schildt sålde båten 1984 till det tyska paret Joakim och Petra Fritz. De seglade med Daphne i över tio år.
Daphne blev känd genom en serie böcker som Göran Schildt skrev om seglatser under fjorton år, främst på Medelhavet. Daphne gjorde färder i sexton länder. Den första riktigt långa resan 1948 skildras i Önskeresan, som publicerades 1949 och som skildrar Daphnes omlokalisering från Östersjön till Medelhavet via bland annat floder och kanaler i Frankrike.
År 1997 grundade några vänner till Schildt föreningen ”Pro Daphne” för att återföra Daphne till Finland. Innan affären var gjord, men dock efter köpbeslutet, skadades Daphne i en orkan på Karibiska havet och när hon skulle lastas för hemfärd hamnade hon under en container i Florida. När Daphne kom till Finland var hon i bedrövligt skick men deltog ändå i ett par båtutställningar. Hon renoverades på båtbyggnadslinjen vid Östra Nylands folkhögskola i Kuggom i Pernå under ledning av båtbyggnadsläraren Erkki Lönnqvist. Renoveringen krävde 4 500 arbetstimmar och den blev klar 2000. Idag finns Daphne att beskåda i museet Forum Marinum i Åbo.

## Böcker om Daphnes seglatser
- 1949 – Önskeresan
- 1951 – I Odysseus kölvatten
- 1952 – Daphne och Apollon
- 1955 – Medelhav
- 1956 – Solbåten
- 1957 – Ikaros' hav
- 1960 – Med Daphne i sexton länder
- 1962 – Resa på Nilen
- 1987 – Farväl Daphne. 38 års segelfärder i sydliga vatten